# وینچنزو سیریلو
وینچنزو سیریلو (انگلیسی: Vincenzo Ciriello؛ زادهٔ ۱۶ اوت ۲۰۰۲) بازیکن فوتبال است.